# Bambus
Bambus (lat. Bambusa) je rod biljaka iz porodica trava (Poaceae) s preko 150 vrsta. Potječe iz Indije, pretežno raste u tropskim i suptropskim područjima južne, jugoistočne i istočne Azije i sjeverne Australije. Bambus ima šuplju drvenastu stabljiku razdijeljenu člancima koja naraste do 30 m. Cvate vrlo rijetko (neke vrste 30 – 120 godina).
U dijelovima istočne Azije postoje šume bambusova drva (u Japanu čini većinu šume). Često se uzgaja i kao vrtno bilje. U Aziji se stabljike bambusa koriste za izgradnju kuća i mostova, izradu namještaja i vodovodnih cijevi te za proizvodnju papira i lula za pušenje. Pupoljci bambusa se koriste u prehrani. Bambus je u Kini simbol dugovječnosti, a u Indiji prijateljstva.

## Opis
Bambus, (lat> Bambusoideae), potporodica su visokih stablolikih trava iz porodice Poaceae, koja obuhvaća više od 115 rodova i 1400 vrsta. Bambus je rasprostranjen u tropskim i suptropskim do blagim umjerenim regijama, s najvećom koncentracijom i najvećim brojem vrsta u istočnoj i jugoistočnoj Aziji te na otocima Indijskog i Tihog oceana. Nekoliko vrsta iz roda Arundinaria porijeklom je iz južnih Sjedinjenih Država, gdje formiraju guste trske uz riječne obale i u močvarnim područjima.
Bambusi su obično brzorastuće trajnice, a neke vrste narastu i do 30 cm (1 stopa) dnevno. Drvenaste prstenaste stabljike, obično su šuplje između prstenova (čvorova) i rastu u razgranatim skupinama iz debelog rizoma (podzemne stabljike). Stabljike bambusa mogu doseći visinu u rasponu od 10 do 15 cm (oko 4 do 6 inča) kod najmanjih vrsta do više od 40 metara (oko 130 stopa) kod najvećih. Dok uski listovi na mladim listovima obično izrastaju izravno iz godova stabljike, zreli listovi često izbijaju vodoravne lisnate grane. Većina bambusa cvate i daje sjeme tek nakon 12-120 godina rasta, a zatim samo jednom u životu; razmnožavanje je pretežno vegetativno. Neke se vrste šire agresivno i mogu formirati gustu šikaru koja isključuje druge biljke.

## Upotreba
Bambus se koristi u razne svrhe, posebno u istočnoj i jugoistočnoj Aziji. Sjemenke nekih vrsta jedu se kao žitarice, a kuhani mladi izdanci nekih bambusa jedu se kao povrće, posebno u kineskoj kuhinji. Sirovo lišće je korisna hrana za stoku. Vlakna pulpe nekoliko vrsta bambusa, posebno Dendrocalamus strictus i Bambusa bambos, koriste se za izradu visokokvalitetnog papira. Spojene stabljike bambusa imaju možda najbrojniju upotrebu; najveće stabljike opskrbljuju daske za kuće i splavi, dok su i velike i male stabljike spojene zajedno kako bi oblikovale skele koje se koriste na gradilištima. Stabljike se također cijepaju za izradu kanti i cijevi ili se koriste za izradu namještaja, podova, štapova za hodanje, pecaljki, vrtnih kolaca i drugog pribora. Neke vrste bambusa koriste se kao ukrasi u vrtovima. Fino zrnati silicijev dioksid proizveden u zglobovima bambusovih stabljika stoljećima se koristio kao lijek na Istoku pod imenom tabasheer. Istočnoazijski umjetnici, pjesnici i epikuri dugo su slavili ljepotu i korisnost bambusa u slikama i stihovima.

## Vrste
1. Bambusa affinis Munro
2. Bambusa albolineata L.C.Chia
3. Bambusa alemtemshii H.B.Naithani
4. Bambusa amplexicaulis W.T.Lin & Z.M.Wu
5. Bambusa angustiaurita W.T.Lin
6. Bambusa angustissima L.C.Chia & H.L.Fung
7. Bambusa arnhemica F.Muell.
8. Bambusa assamica Barooah & Borthakur
9. Bambusa aurinuda McClure
10. Bambusa australis L.C.Chia & H.L.Fung
11. Bambusa balcooa Roxb.
12. Bambusa bambos (L.) Voss
13. Bambusa barpatharica Borthakur & Barooah
14. Bambusa basihirsuta McClure
15. Bambusa basihirsutoides N.H.Xia
16. Bambusa basisolida W.T.Lin
17. Bambusa beecheyana Munro
18. Bambusa bicicatricata (W.T.Lin) L.C.Chia & H.L.Fung
19. Bambusa binghamii Gamble
20. Bambusa boniopsis McClure
21. Bambusa brevispicula Holttum
22. Bambusa brunneoaciculia G.A.Fu
23. Bambusa burmanica Gamble
24. Bambusa cacharensis R.B.Majumdar
25. Bambusa cerosissima McClure
26. Bambusa chungii McClure
27. Bambusa chunii L.C.Chia & H.L.Fung
28. Bambusa clavata Stapleton
29. Bambusa comillensis Alam
30. Bambusa concava W.T.Lin
31. Bambusa contracta L.C.Chia & H.L.Fung
32. Bambusa copelandii Gamble
33. Bambusa corniculata L.C.Chia & H.L.Fung
34. Bambusa cornigera McClure
35. Bambusa crispiaurita W.T.Lin & Z.M.Wu
36. Bambusa dahuazhu T.P.Yi & B.X.Li
37. Bambusa dampaeana H.B.Naithani, Garbyal & N.S.Bisht
38. Bambusa deformis T.P.Yi & L.Yang
39. Bambusa diaoluoshanensis L.C.Chia & H.L.Fung
40. Bambusa dissimulator McClure
41. Bambusa distegia (Keng & Keng f.) L.C.Chia & H.L.Fung
42. Bambusa dolichoclada Hayata
43. Bambusa duriuscula W.T.Lin
44. Bambusa emeiensis L.C.Chia & H.L.Fung
45. Bambusa eutuldoides McClure
46. Bambusa excurrensa G.A.Fu
47. Bambusa farinacea K.M.Wong
48. Bambusa fimbriligulata McClure
49. Bambusa flexuosa Munro
50. Bambusa fruticosa Holttum
51. Bambusa funghomii McClure
52. Bambusa garuchokua Barooah & Borthakur
53. Bambusa gibba McClure
54. Bambusa gibboides W.T.Lin
55. Bambusa glabrovagina G.A.Fu
56. Bambusa glaucophylla Widjaja
57. Bambusa grandis (Q.H.Dai & X.L.Tao) Ohrnb.
58. Bambusa griffithiana Munro
59. Bambusa guangxiensis L.C.Chia & H.L.Fung
60. Bambusa gurgandii K.M.Wong & Diep
61. Bambusa hainanensis L.C.Chia & H.L.Fung
62. Bambusa heterostachya (Munro) Holttum
63. Bambusa hirticaulis R.S.Lin
64. Bambusa indigena L.C.Chia & H.L.Fung
65. Bambusa insularis L.C.Chia & H.L.Fung
66. Bambusa intermedia Hsueh & T.P.Yi
67. Bambusa jacobsii Widjaja
68. Bambusa jaintiana R.B.Majumdar
69. Bambusa khasiana Munro
70. Bambusa kingiana Gamble
71. Bambusa kyathaungtu E.G.Camus
72. Bambusa lako Widjaja
73. Bambusa lapidea McClure
74. Bambusa latideltata W.T.Lin
75. Bambusa laxa K.M.Wong
76. Bambusa lenta L.C.Chia
77. Bambusa longipalea W.T.Lin
78. Bambusa longispiculata Gamble
79. Bambusa macrolemma Holttum
80. Bambusa macrotis L.C.Chia & H.L.Fung
81. Bambusa maculata Widjaja
82. Bambusa majumdarii P.Kumari & P.Singh
83. Bambusa malingensis McClure
84. Bambusa manipureana H.B.Naithani & N.S.Bisht
85. Bambusa marginata Munro
86. Bambusa merrillii Gamble
87. Bambusa mizorameana H.B.Naithani
88. Bambusa mohanramii P.Kumari & P.Singh
89. Bambusa mollis L.C.Chia & H.L.Fung
90. Bambusa mompana H.B.Naithani
91. Bambusa multiplex (Lour.) Raeusch. ex Schult.f.
92. Bambusa mutabilis McClure
93. Bambusa nagalandiana H.B.Naithani
94. Bambusa nairiana P.Kumari & P.Singh
95. Bambusa nepalensis Stapleton
96. Bambusa nutans Wall. ex Munro
97. Bambusa odashimae Hatus. ex Ohrnb.
98. Bambusa oldhamii Munro
99. Bambusa oliveriana Gamble
100. Bambusa ooh Widjaja & Astuti
101. Bambusa pachinensis Hayata
102. Bambusa pallida Munro
103. Bambusa papillata (Q.H.Dai) K.M.Lan
104. Bambusa papillatoides Q.H.Dai & D.Y.Huang
105. Bambusa pervariabilis McClure
106. Bambusa pierreana E.G.Camus
107. Bambusa piscatorum McClure
108. Bambusa polymorpha Munro
109. Bambusa procera A.Chev. & A.Camus
110. Bambusa prominens H.L.Fung & C.Y.Sia
111. Bambusa purpurovagian G.A.Fu
112. Bambusa ramispinosa L.C.Chia & H.L.Fung
113. Bambusa rangaensis Borthakur & Barooah
114. Bambusa rectocuneata (W.T.Lin) N.H.Xia, R.S.Lin & R.H.Wang
115. Bambusa remotiflora (Kuntze) L.C.Chia & H.L.Fung
116. Bambusa riauensis Widjaja
117. Bambusa rigida Keng & Keng f.
118. Bambusa riparia Holttum
119. Bambusa rongchengensis (T.P.Yi & C.Y.Sia) D.Z.Li
120. Bambusa rugata (W.T.Lin) Ohrnb.
121. Bambusa rutila McClure
122. Bambusa salarkhanii Alam
123. Bambusa semitecta W.T.Lin & Z.M.Wu
124. Bambusa sesquiflora (McClure) L.C.Chia & H.L.Fung
125. Bambusa sinospinosa McClure
126. Bambusa solida Munro ex Becc.
127. Bambusa solomonensis Holttum
128. Bambusa spinosa Roxb.
129. Bambusa stenoaurita (W.T.Lin) T.H.Wen
130. Bambusa striatomaculata G.A.Fu
131. Bambusa subaequalis H.L.Fung & C.Y.Sia
132. Bambusa subtruncata L.C.Chia & H.L.Fung
133. Bambusa surrecta (Q.H.Dai) Q.H.Dai
134. Bambusa tabacaria (Lour.) Steud.
135. Bambusa teres Buch.-Ham. ex Munro
136. Bambusa textilis McClure
137. Bambusa transvenula (W.T.Lin & Z.J.Feng) N.H.Xia
138. Bambusa truncata B.M.Yang
139. Bambusa tsangii McClure
140. Bambusa tulda Roxb.
141. Bambusa tuldoides Munro
142. Bambusa utilis W.C.Lin
143. Bambusa valida (Q.H.Dai) W.T.Lin
144. Bambusa variostriata (W.T.Lin) L.C.Chia & H.L.Fung
145. Bambusa ventricosa McClure
146. Bambusa villosula Kurz
147. Bambusa vinhphuensis T.Q.Nguyen
148. Bambusa viridis Widjaja
149. Bambusa vulgaris Schrad. ex J.C.Wendl.
150. Bambusa wenchouensis (T.H.Wen) Keng f. ex Q.F.Zheng, Y.M.Lin
151. Bambusa xiashanensis L.C.Chia & H.L.Fung
152. Bambusa xueana Ohrnb.
153. Bambusa xueliniana R.S.Lin & C.H.Zheng